# Behemoth
Behemoth er et polsk blackened death metal-band. De betragtes som et af de vigtigste band indenfor skabelsen af den polske ekstremmetal-undergrund sammen med bands såsom Vader, Decapitated, Vesania og Hate.[kilde mangler]

## Diskografi
- 1995: Sventevith (Storming Near the Baltic)
- 1996: Grom
- 1998: Pandemonic Incantations
- 1999: Satanica
- 2000: Thelema.6
- 2002: Zos Kia Cultus (Here and Beyond)
- 2004: Demigod
- 2007: The Apostasy
- 2008: At the Arena ov Aion – Live Apostasy
- 2009: Evangelion
- 2014: The Satanist
- 2018: I Loved You at Your Darkest
- 2022: Opvs Contra Natvram
- 2025: The Shit ov God

## Medlemmer
- Adam "Nergal" Darski – vokal, guitar, akustisk guitar, synthesizer, trommeprogramming (1991 – )
- Tomasz "Orion" Wróblewski – bas, støttevokal (2004 – )
- Zbigniew Robert "Inferno" Promiński – trommer (1997 – )

### Tidligere medlemmer
Guitar
- Leszek "L.Kaos" Dziegielewski (1995-1996, 1998-1999)
- Adam "Desecrator" Malinowski (1991-1992)
- Mateusz "Havoc" Smierzchalski (2000-2004)

Bas
- Rafał "Frost / Browar" Brauer (1992-1993)
- Mefisto (1997-1998)
- Orcus (1993)
- Marcin "Novy" Nowak (2000-2003)

Trommer
- Adam "Baal" Ravenlock (1991-1997)

### Gæster
- Warrel Dane – vokal på The Apostasy
- Leszek Mozdzer – piano på The Apostasy
- Rob Darken – Keyboards
- Karl Sanders – Guitarsolo på XUL

## Fodnoter
1. ↑  Guitar World BEHEMOTH: The MetalKult Interview Arkiveret 26. februar 2009 hos  Wayback Machine; retrieved 17 September 2008.